# Galáxia do Girassol
A Galáxia do Girassol (NGC 5055, Messier 63) é uma galáxia espiral na direção da constelação de Canes Venatici. Possui uma ascensão reta de 13 horas, 15 minutos e 49.3 segundos e uma declinação de +42° 01' 45". Ela é um dos membros do Grupo M51, um pequeno grupo de galáxias próximo ao Grupo Local.
A galáxia M63 foi descoberta em 14 de junho de 1779 por Pierre Méchain e está a uma distância de cerca de 25 milhões de anos-luz.

## Descoberta e visualização

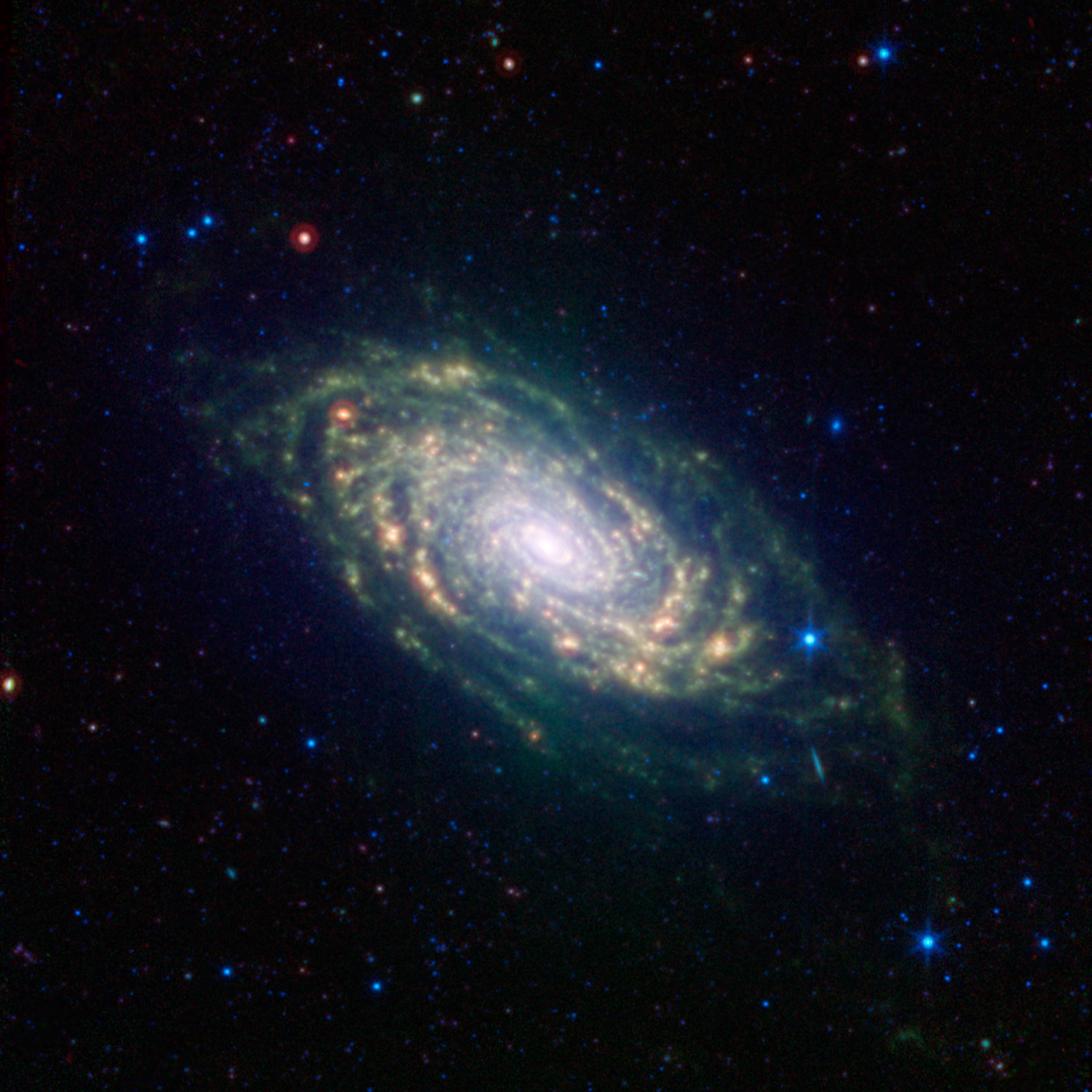
Galáxia do Girassol, Telescópio Espacial Spitzer

Foi o primeiro objeto do céu profundo descoberto pelo amigo e colega de observatório de Charles Messier, Pierre Méchain, em 14 de junho de 1779. Messier incluiu o objeto no mesmo dia em seu catálogo.

## Características
Foi uma das primeiras galáxias espirais reconhecida como tal por William Parsons, que incluiu-a como uma das "14 nebulosas espirais" de sua lista, em 1850. Foi classificada por Edwin Hubble como uma galáxia tipo Sb ou Sc, exibindo um padrão espiral em "manchas" que podem ser traçadas ao longo de sua periferia de 6 minutos de grau de diâmetro.
Pertence ao grupo de galáxias M51, que se situa a cerca de 37 milhões de anos-luz em relação à Terra. Seu diâmetro aparente na esfera celeste corresponde a um diâmetro real de 65 000 anos-luz e sua magnitude aparente é 8,6. Foi descoberta apenas uma supernova na galáxia, SN 1971I, descoberta em 25 de maio de 1971 e alcançou a magnitude aparente 11,8.

## Galeria

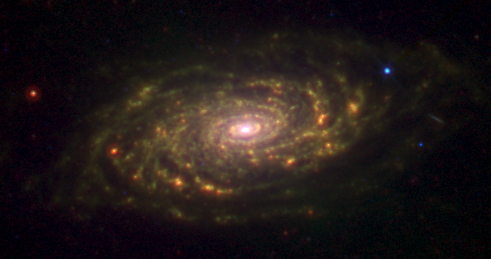
Messier 63, Telescópio Espacial Spitzer
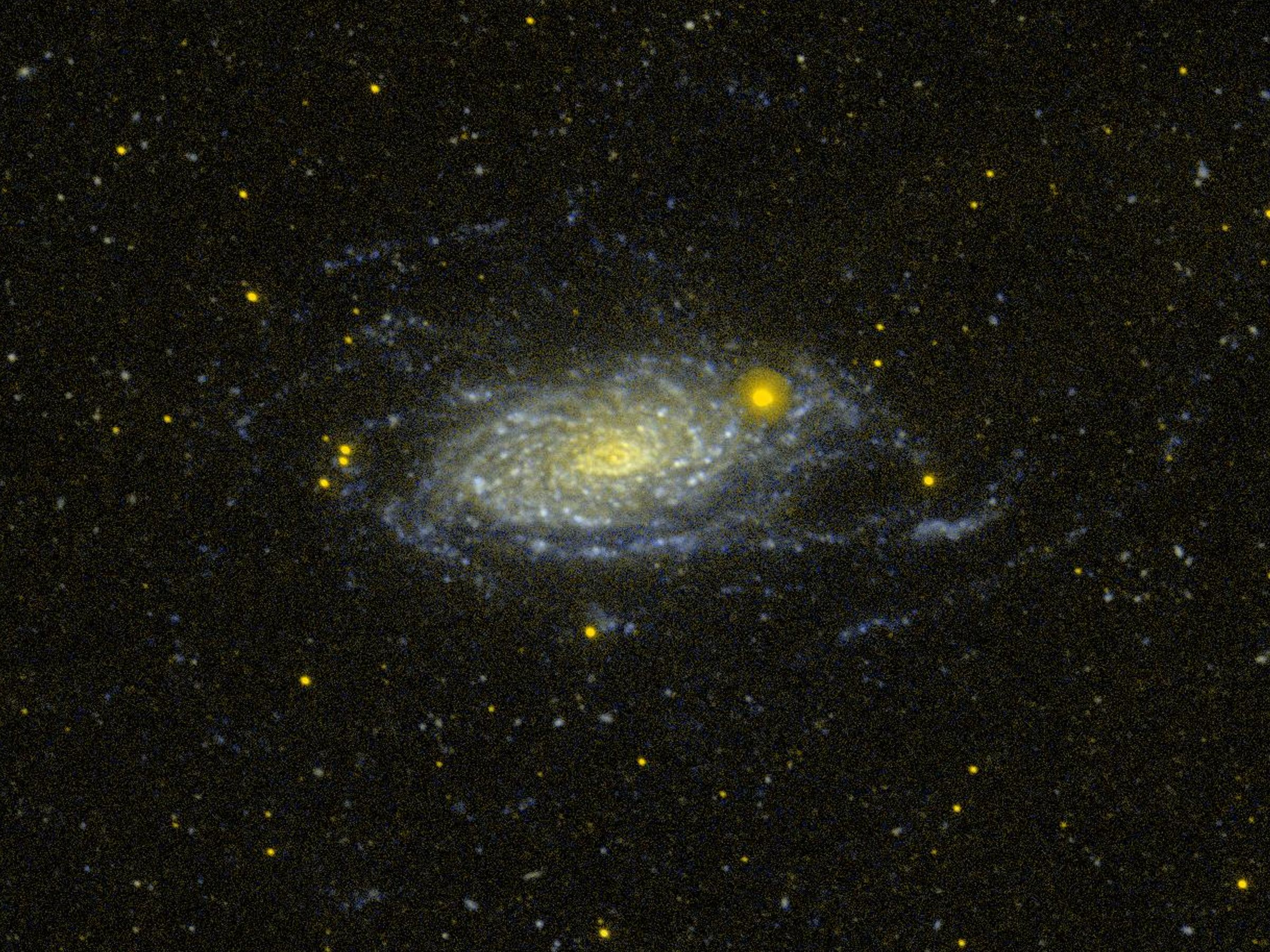
Galáxia do Girassol, NASA
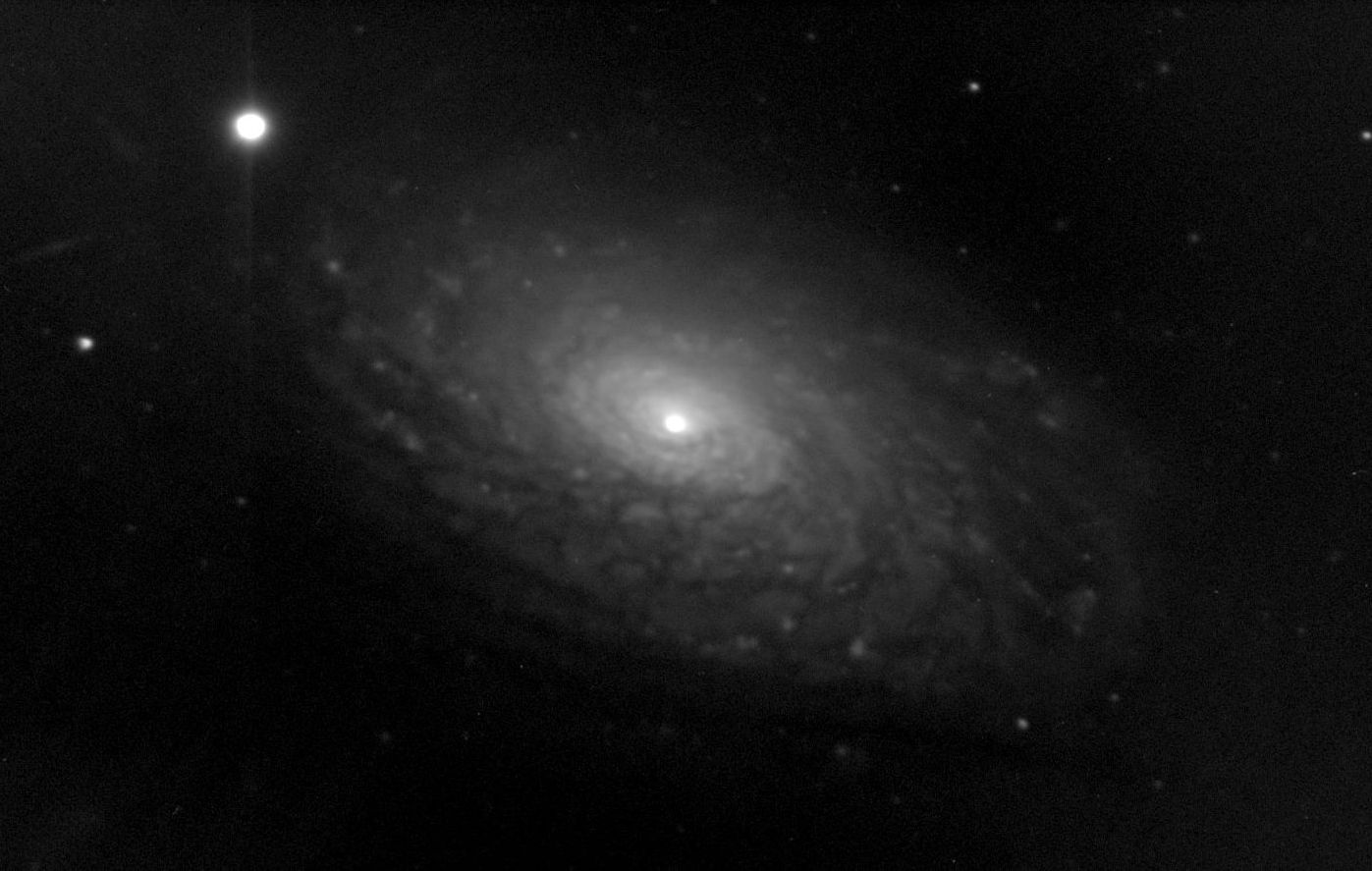
Galáxia do Girassol
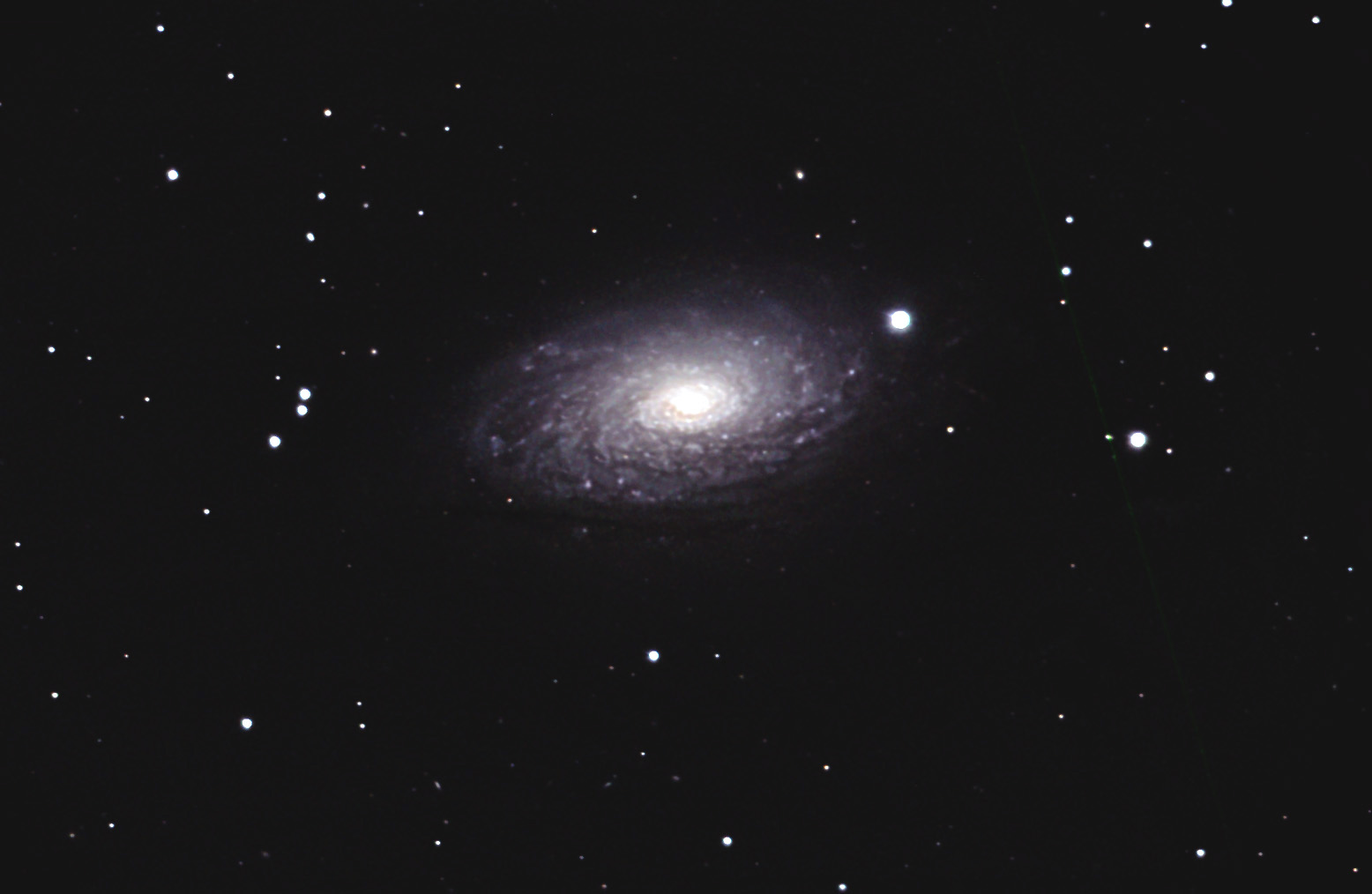
Galáxia do Girassol, André Fryns
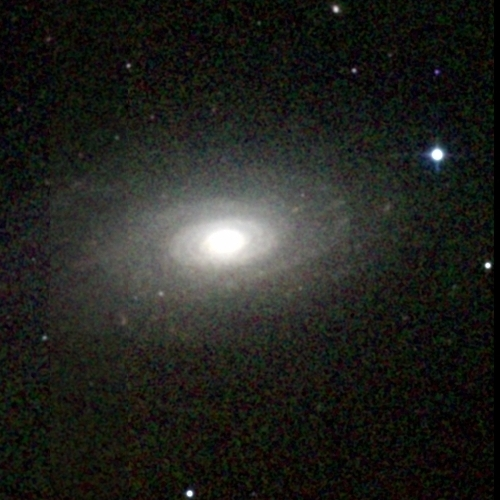
Messier 63, projeto 2MASS